# August Macke
August Macke (Meschede, 1887. január 3. – Perthes-lès-Hurlus-tól délre, Franciaország, 1914. szeptember 26.) német expresszionista grafikus és festő. Eredetiség, nagy alkotói erő jellemzi, modern művész.

## Életpályája

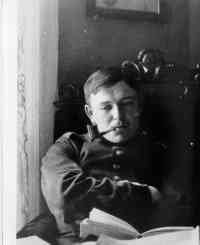
August Macke 1913-ban

Tanulmányait Berlinben végezte, többször járt Párizsban. 1912-ben Franz Marc festőbarátjával látogatott el Párizsba, hogy jobban megismerkedjen Robert Delaunay munkásságával. Delaunay orfikus kubista volt, de 1911-ben Münchenben részt vett az expresszionisták Der Blaue Reiter csoportosulásának első kiállításán. Ennek a csoportnak a tagjai az elkövetkező években is közel álltak hozzá mind személyes, mind művészi szempontból. Delaunay színvilága ihlette Macke festményeit is, kompozíciói viszont inkább a posztimpresszionista Georges Seurat némelyik művére emlékeztetnek az alakok sajátságosan merev, vertikálisan hangsúlyozott sziluettként való felfogásával.
1914 áprilisában Paul Kleevel Afrikába, a tunéziai Kairouanba utazott, ahol társához hasonlóan sok akvarellt festett. Paul Klee-vel való ismeretsége is a Der Blaue Reiter csoportosulás révén valósult meg, hiszen 1912-ben Paul Klee is csatlakozott a német expresszionista csoportosuláshoz, 1912-es kiállításukon is részt vett.
August Macke Afrikából hazajövet talán közeledett az absztrakt művészeti irányhoz, de már ugyanebben az esztendőben behívták katonának, s szeptemberben elesett az első világháborúban. A halál fiatalon, 27 évesen érte, de gazdag életművet hagyott hátra, amely őt a német expresszionista festészet örök és érdemes művészévé avatta.

## Galéria

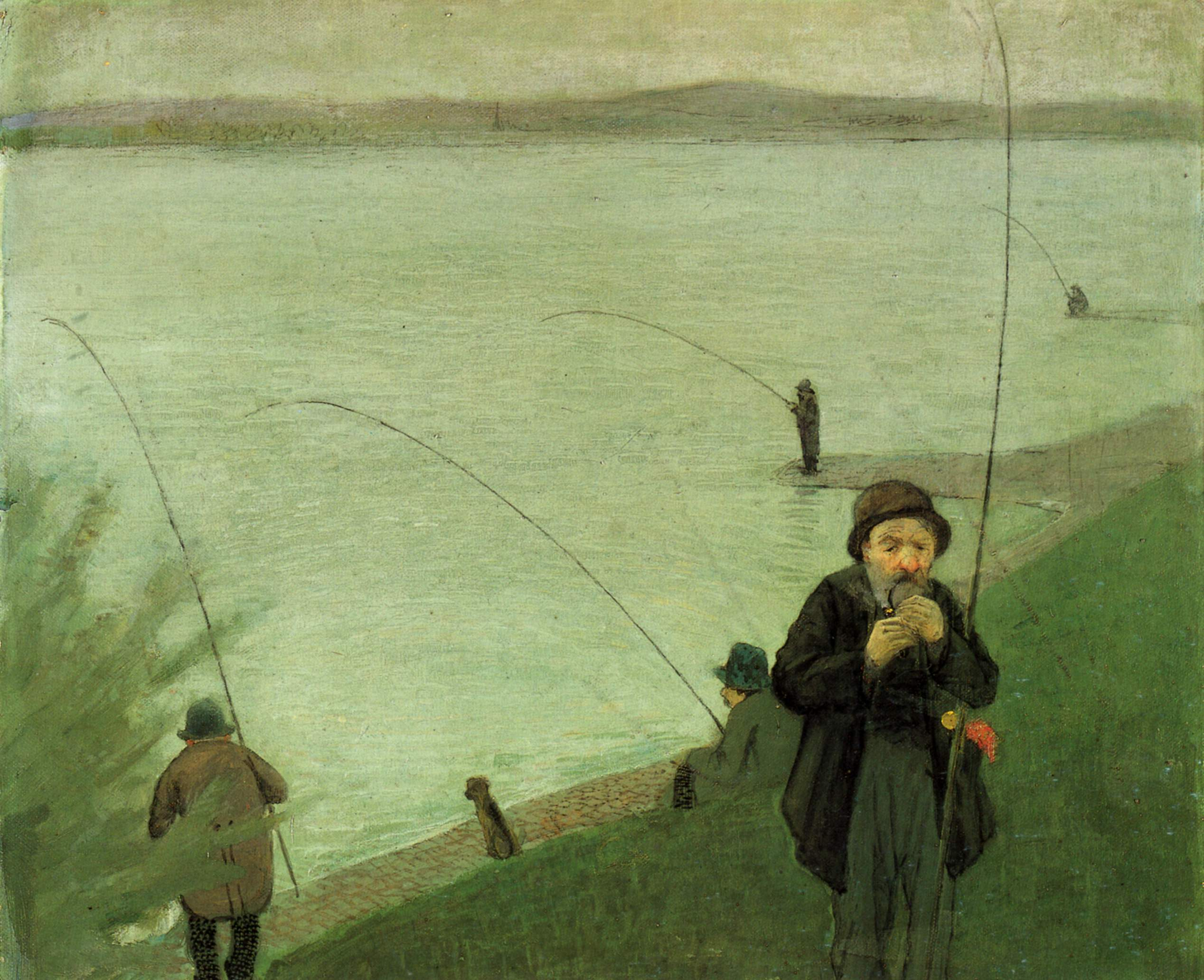
Horgász a Rajnánál (Angler am Rhein) (1907)
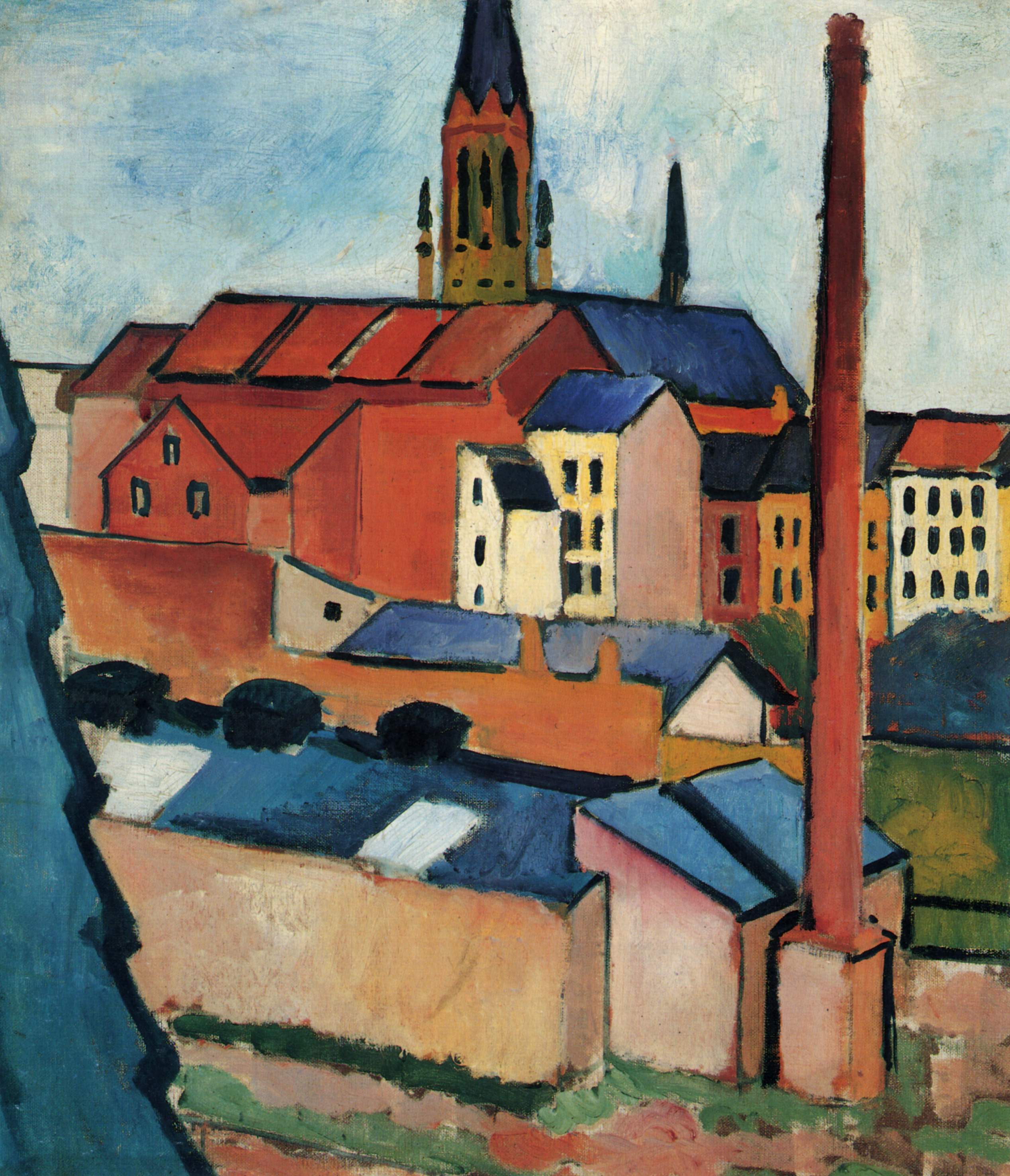
Marienkirche mit Häusern und Schornstein (1911)
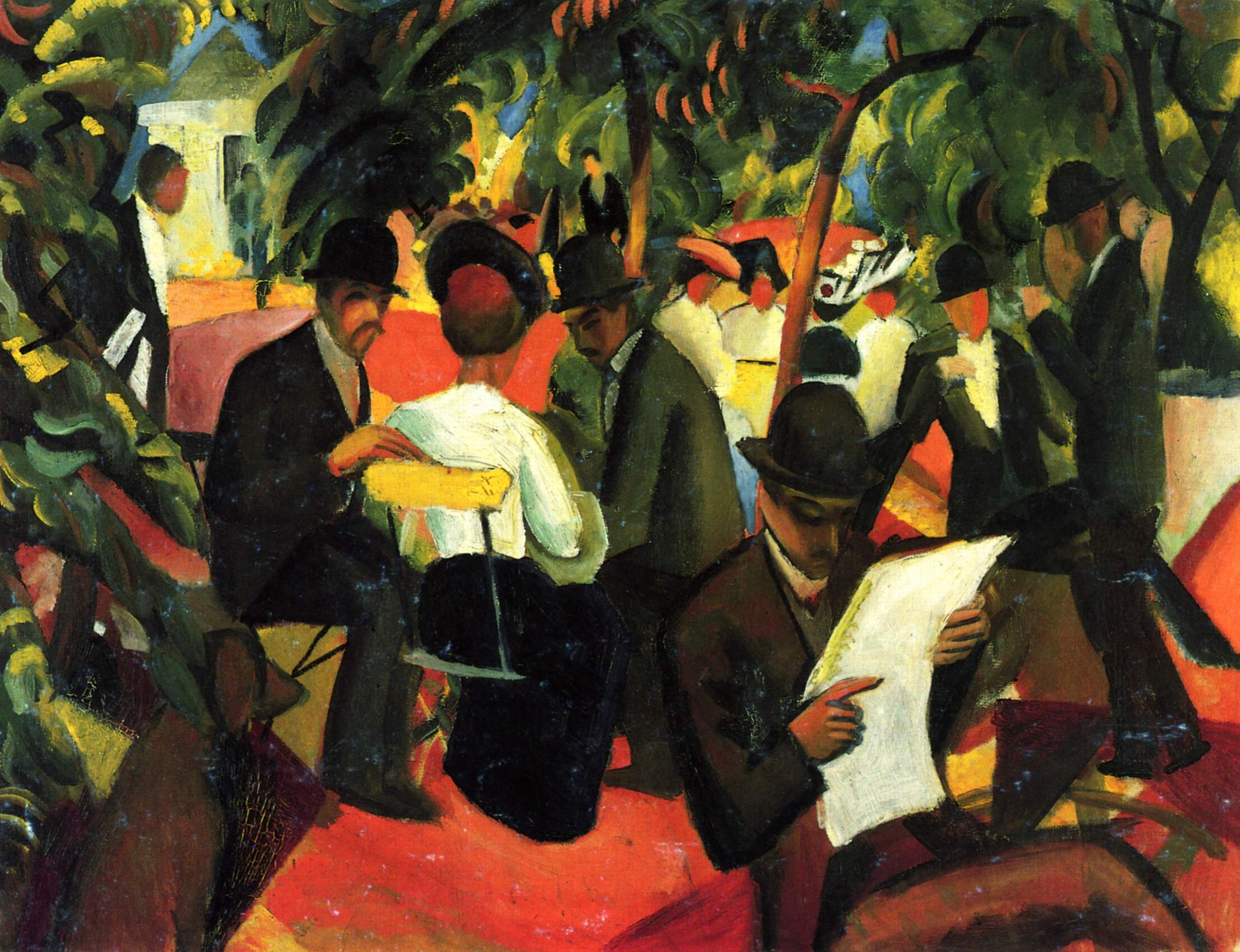
Kerthelyiség (Gartenrestaurant) (1912)
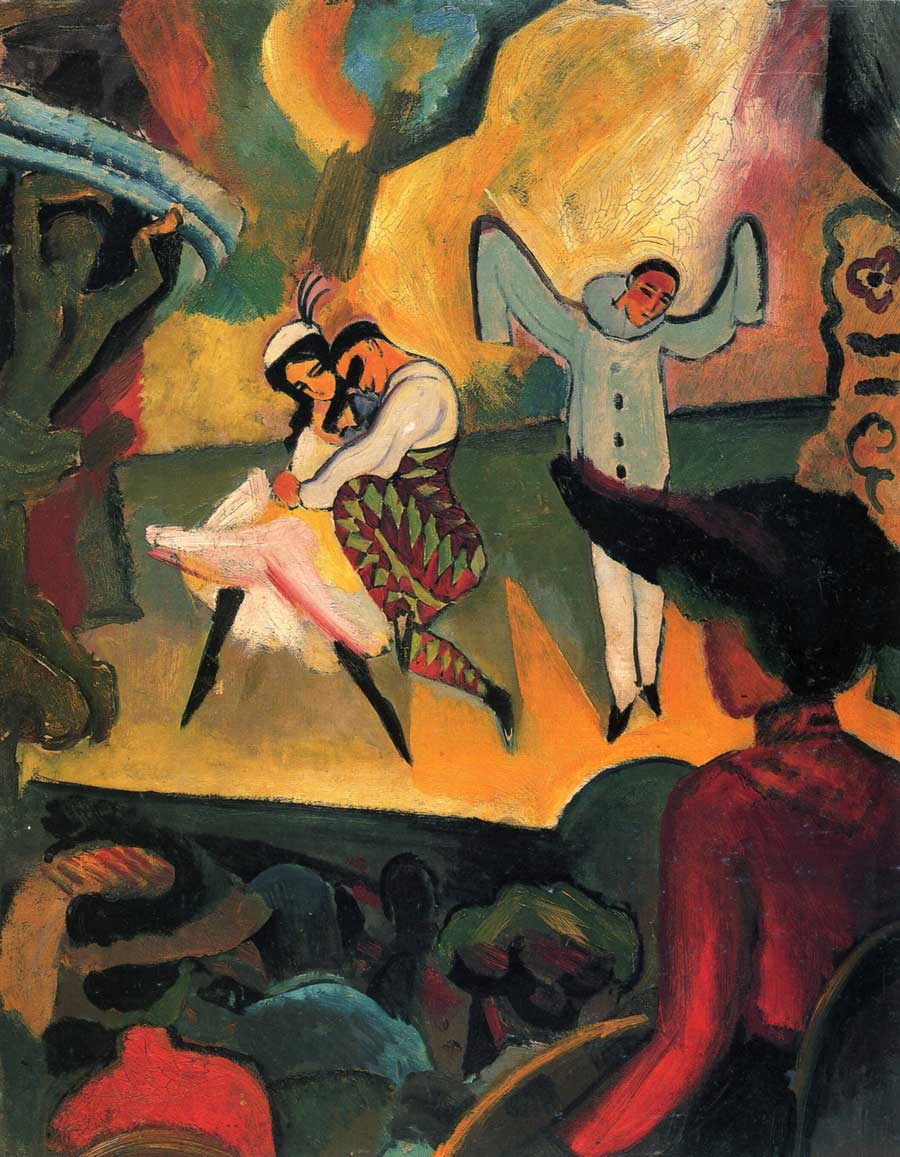
Orosz balett (Russisches Ballett) (1912)
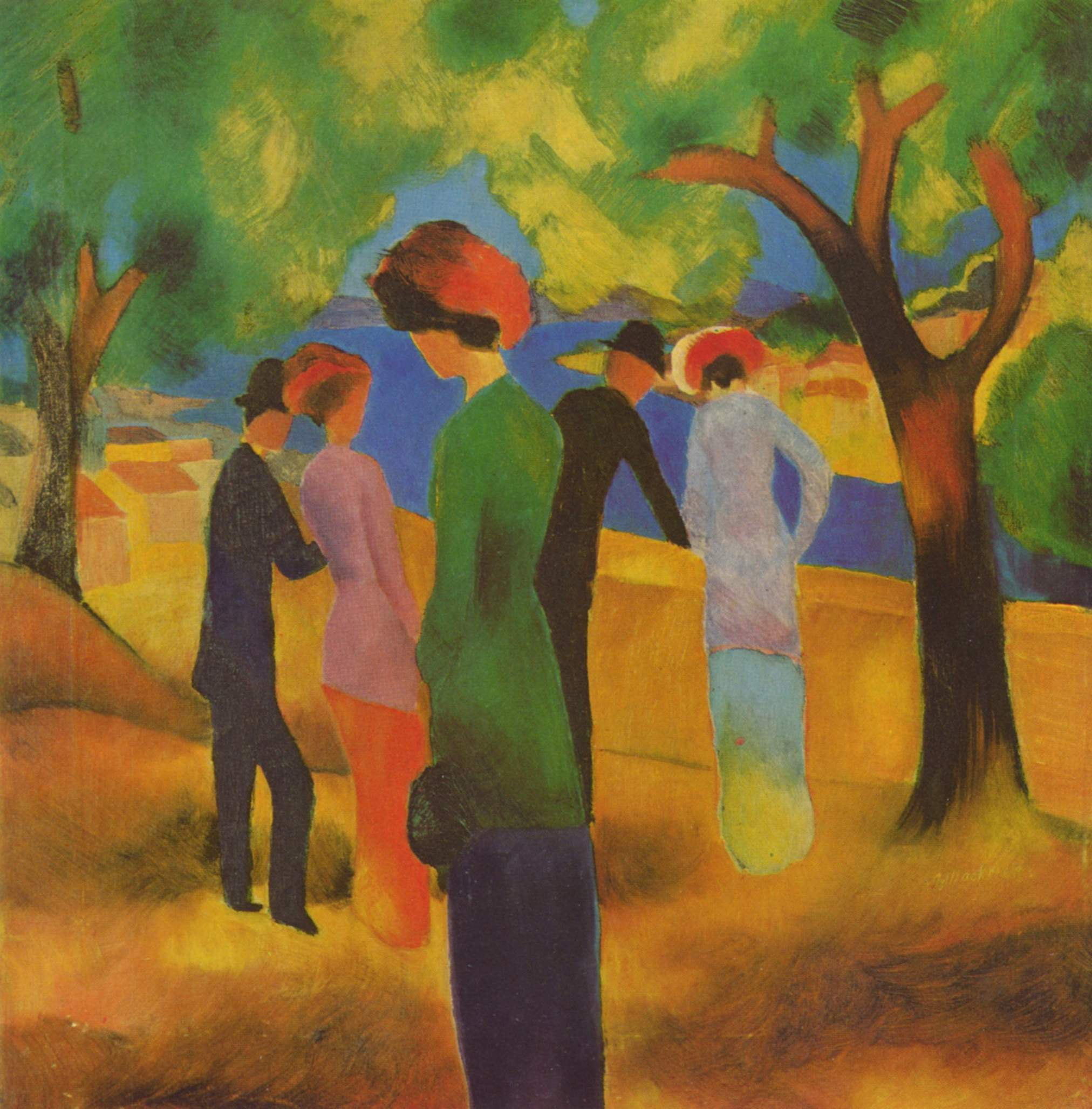
Nő zöld ruhában (1913) (Ludwig Múzeum, Köln)
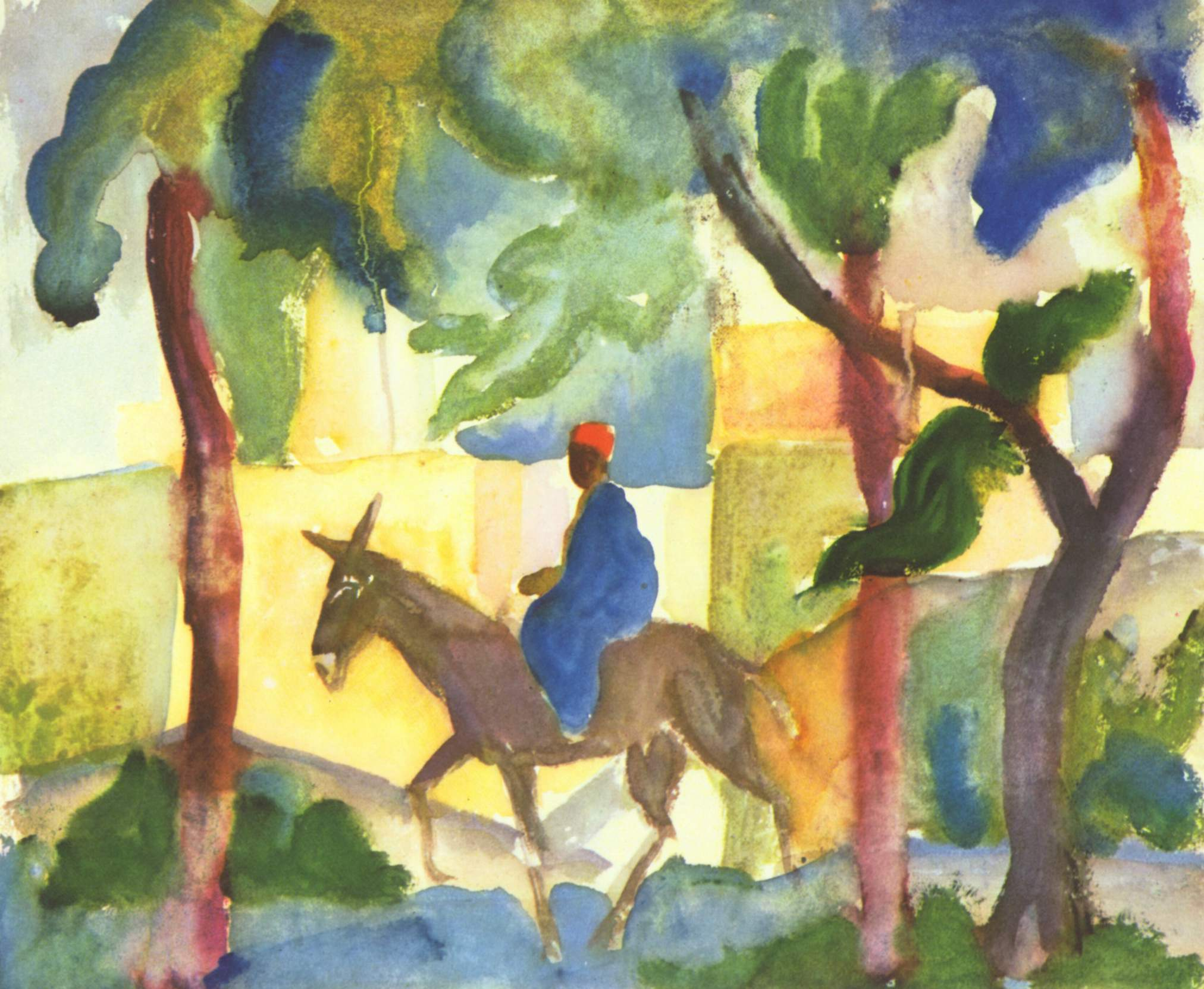
Eselreiter (1914)
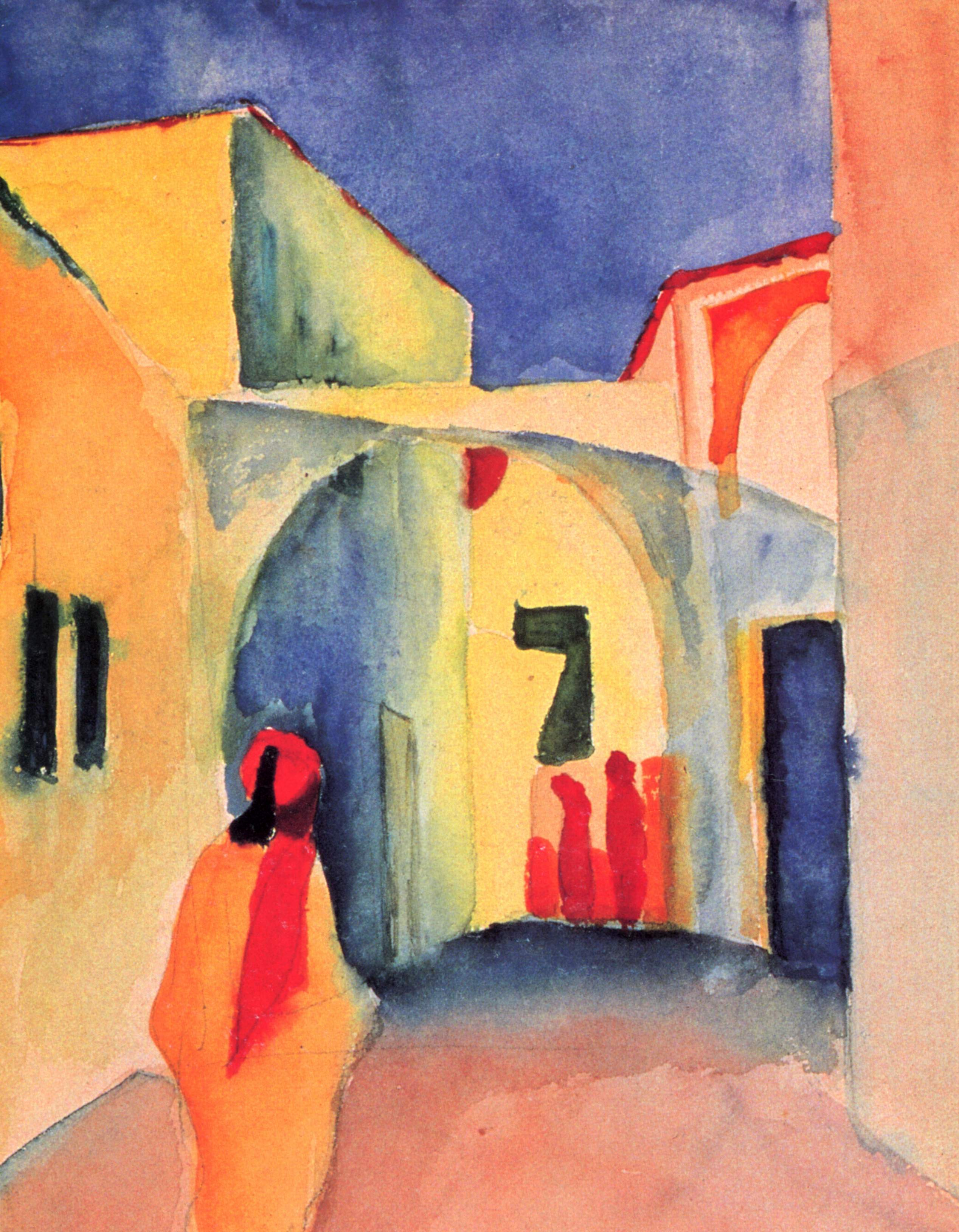
Blick in eine Gasse (1914)
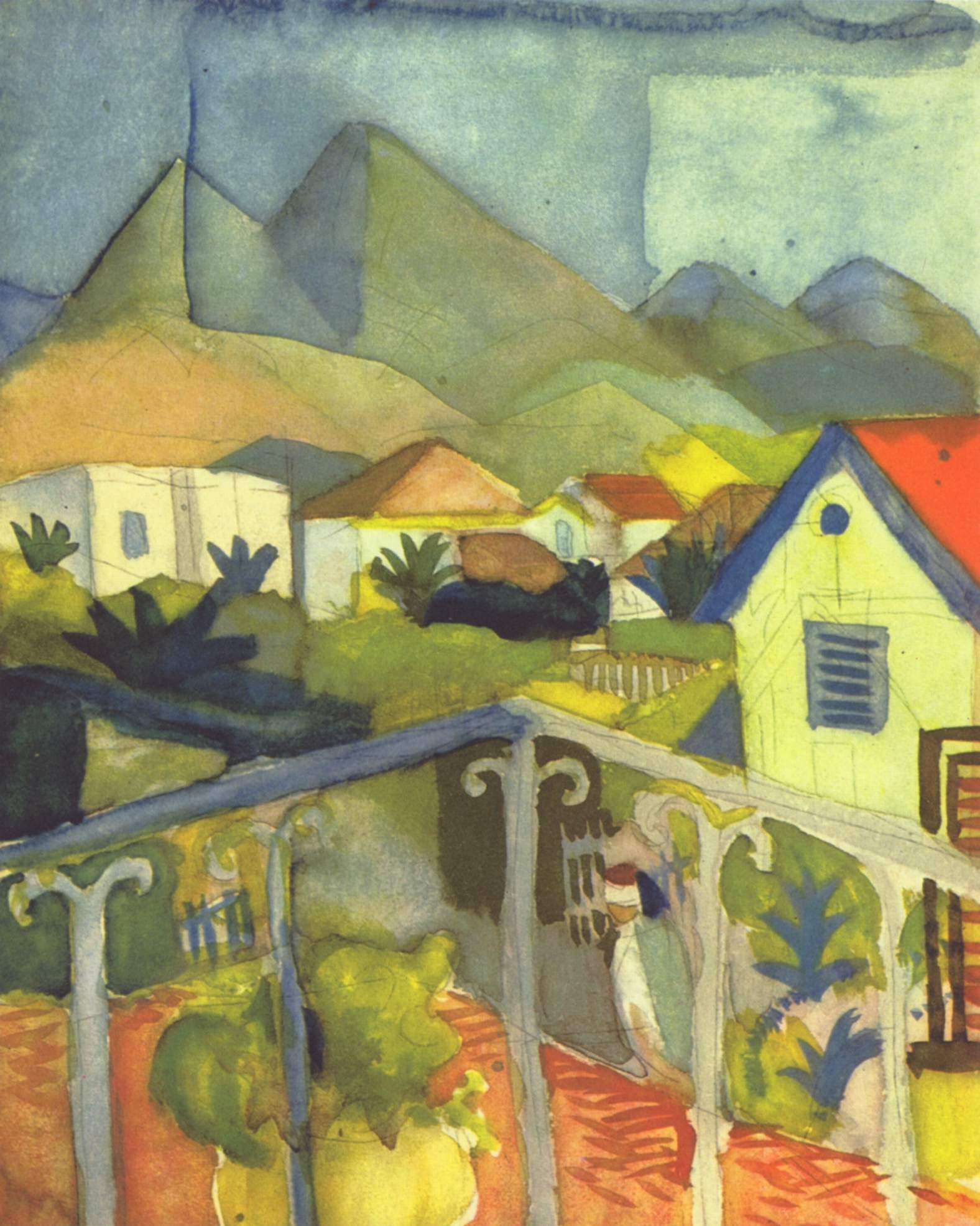
St. Germain bei Tunis (1914)
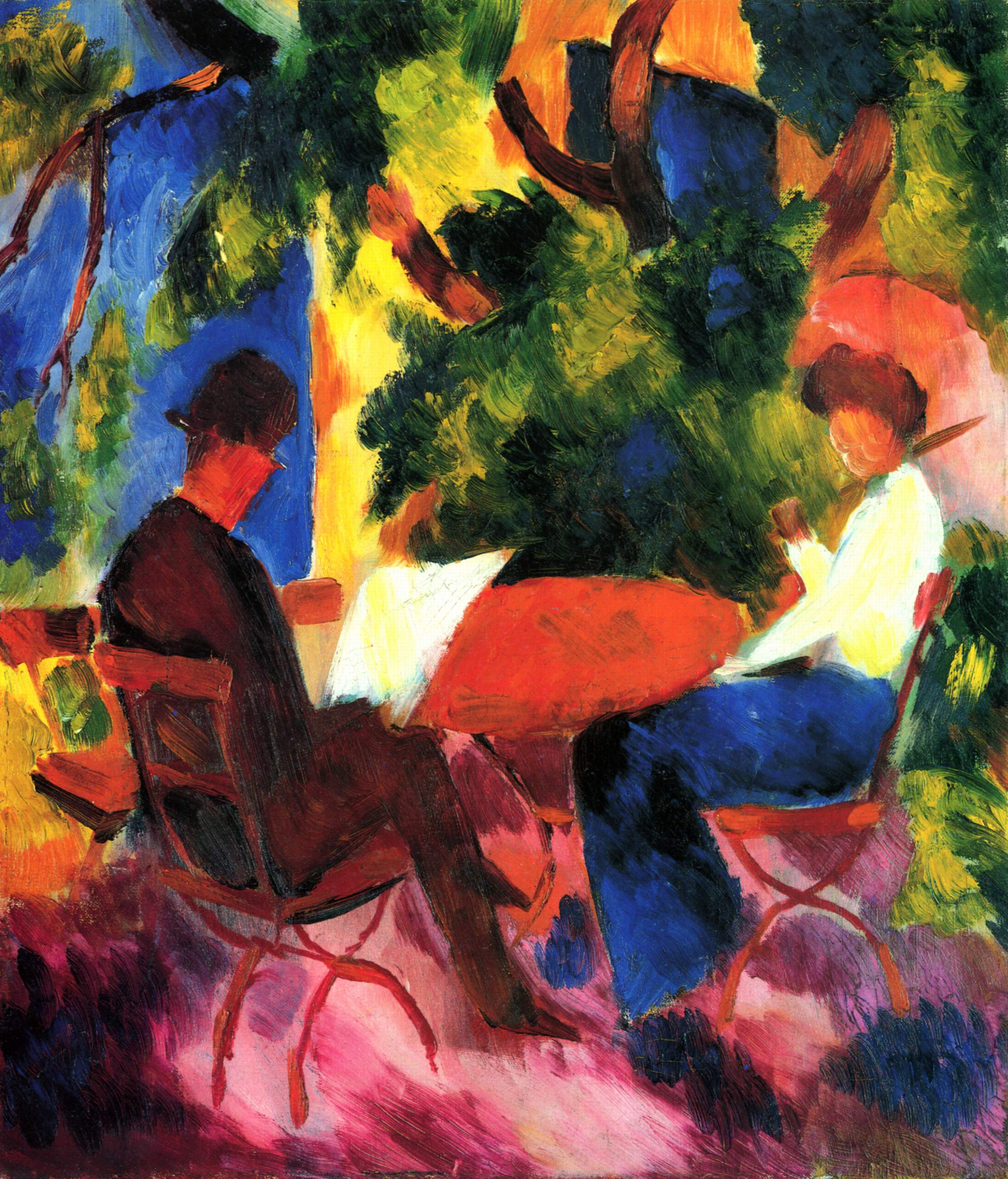
Paar am Gartentisch (1914)
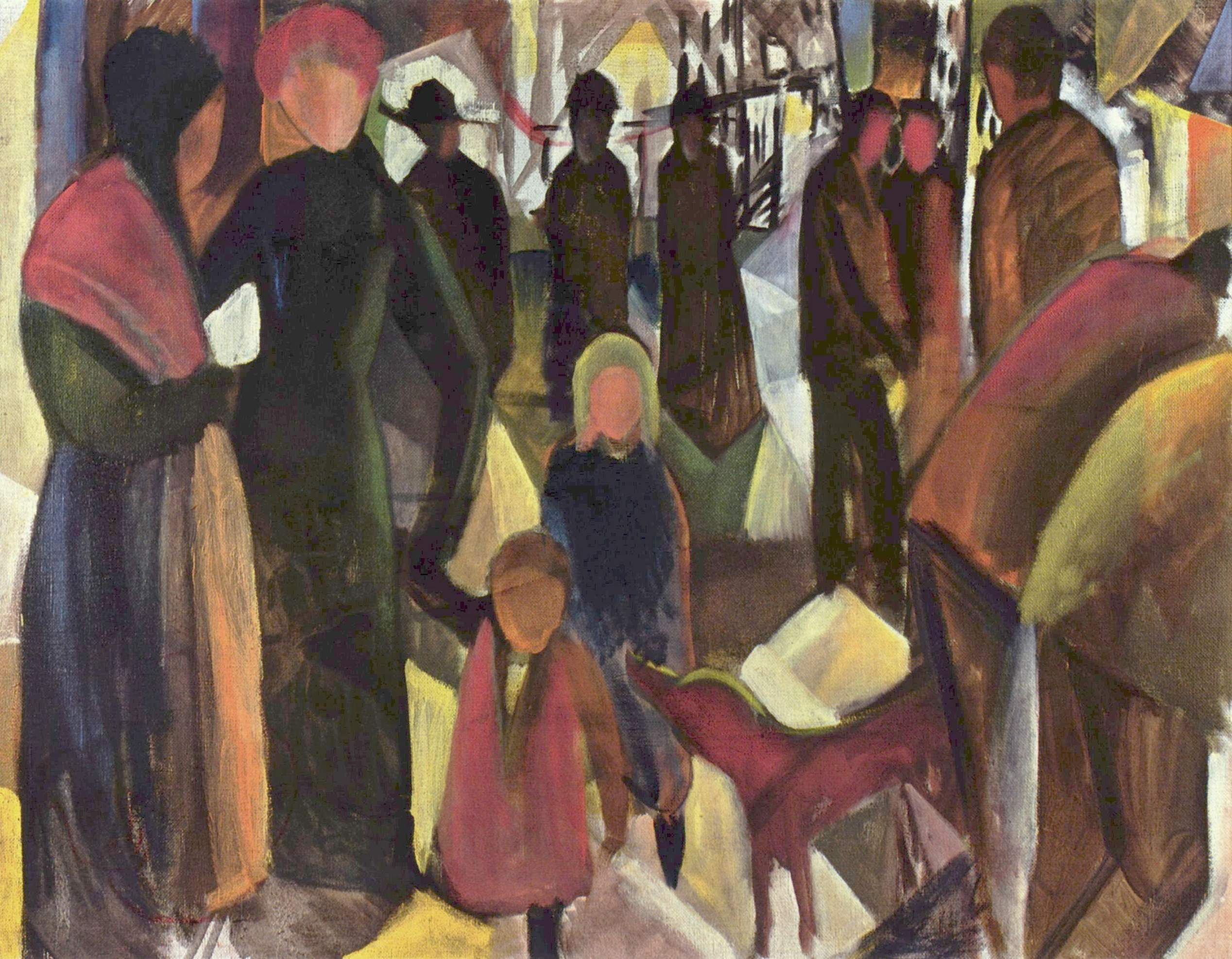
Búcsú (1914) (Ludwig múzeum, Köln)